# Jorio Stars
Jorio Stars (né Bamba Tchandoulaye le 15 décembre 1975) à Bongor, au Tchad, et mort le 29 juin 2015 près du village Abba Limane, sur l'axe Bongor-N'Djaména est un musicien, chanteur, danseur et chorégraphe tchadien, Leader du groupe Jorio Stars, il est largement reconnu pour avoir modernisé et popularisé la danse traditionnelle Gourna du peuple Massa, mêlant instruments traditionnels et modernes. Tout au long de sa carrière, il a prôné des messages de paix, d'unité et d'amour à travers ses œuvres musicales, devenant ainsi une figure emblématique de la musique tchadienne.

## Biographie

### Jeunesse et débuts
Bamba Tchandoulaye, est né le 15 décembre 1975 à Bongor. Dès son enfance, il s'intéresse à la musique, notamment en chantant dans la chorale Espérance de la mission catholique de Bongor. Il effectue ses études primaires à l'école Pilote de Bongor et ses études secondaires au lycée Félix Eboué de N'Djaména.

### Carrière
Il commence sa carrière musicale comme danseur, chorégraphe et interprète, se produisant dans plusieurs pays d'Afrique de l'Ouest, notamment au Nigeria, au Bénin et au Cameroun. À Douala, il rejoint le groupe Kilimandjaro dirigé par feu Saint Mbété Bao, où ses talents lui valent le surnom de "gouverneur de tous les Banana".
En 1999, il retourne au Tchad et fonde le groupe Jorio Star, destiné à la promotion de la culture tchadienne à travers la modernisation de la danse traditionnelle Gourna du peuple Massa. En 2001, le groupe sort son premier album, Surprise, enregistré en France, qui rencontre un grand succès. Ce succès est suivi en 2005 par l'album Bamba le guerrier enregistré à N'Djaména, et par La Paix en 2010, un album prônant l'unité et la paix.

### Style musical
Bamba Tchandoulaye est connu pour son habileté à mélanger tradition et modernité dans sa musique. Il utilise des instruments traditionnels Massa, tels que la flûte (Difna), la corne (Tokolomna), et la cithare (Dillah), en combinaison avec des instruments modernes comme la guitare électrique. Cette fusion a donné naissance à un style unique qui a non seulement attiré l'attention au Tchad, mais également à l'international.

### Mort et hommage
Bamba Tchandoulaye est décédé tragiquement dans un accident de la circulation le 29 juin 2015, alors qu'il se rendait à Bongor pour assister à un deuil familial. Son décès a provoqué une grande émotion au Tchad, où il est reconnu comme un artisan de la paix et un ambassadeur culturel. Le ministre de la Culture, de la Jeunesse et des Sports, Abdoulaye Ngardiguina, a rendu hommage à sa mémoire lors de ses funérailles à Bongor,.